# 問題解決環境
問題解決環境（もんだいかいけつかんきょう、Problem Solving Environment）とは、コンピュータやソフトウェアを使用するにあたり、特別の知識やスキルがなくとも利用できる「人にやさしいコンピュータのハードウェアおよびソフトウェアの環境を構築し、提供すること」を目的とする、シミュレーション科学・計算機科学における新しい学問領域である。
具体的には、シミュレーションコード作成支援システムや可視化支援システムなどによって研究者を支援する。近年、ネットワークを利用した分散システムについても研究されている。